# Okrug Srem
| Sremski Okrug   | Sremski Okrug     |
| Lage in Serbien | Lage in Serbien   |
| --------------- | ----------------- |
| Staat:          | Serbien           |
| Fläche:         | 3.486 km²         |
| Einwohner:      | 335.204 (2002)    |
| Hauptstadt:     | Sremska Mitrovica |
| ISO 3166-2:     | RS-07             |

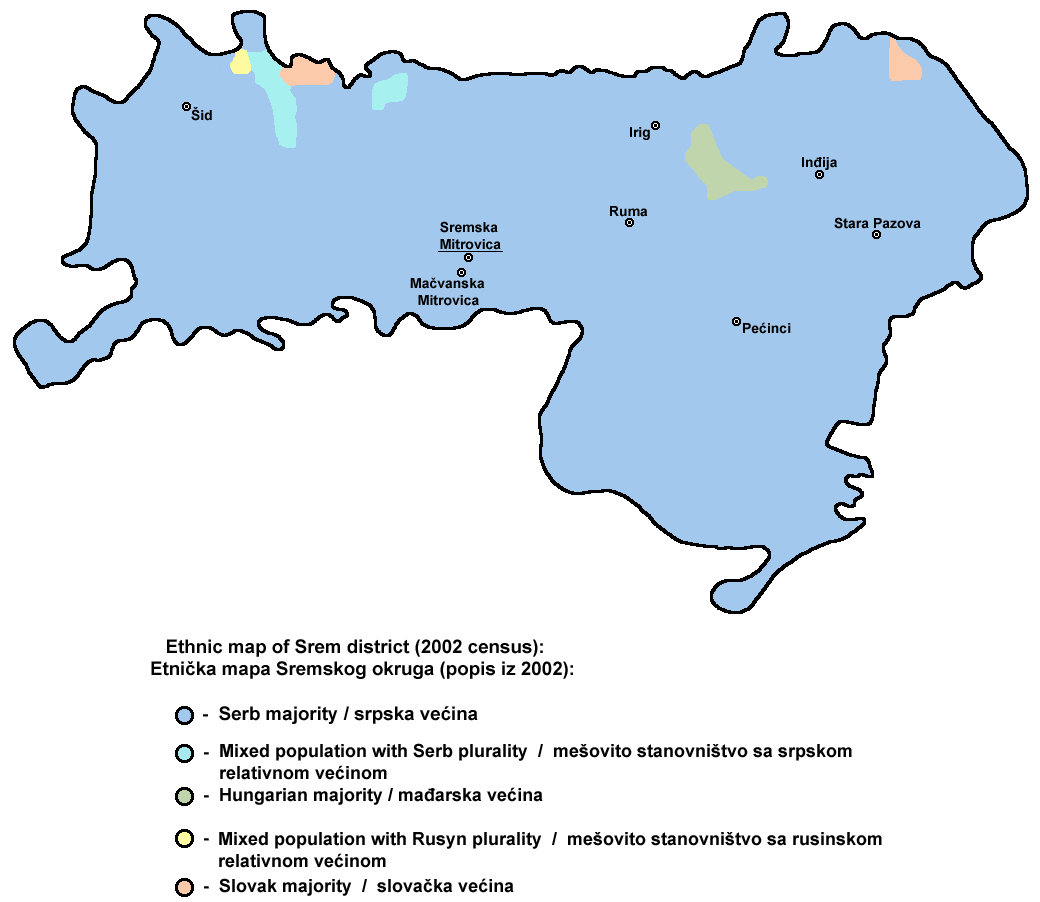

Der Okrug Srem (serbisch Сремски управни округ Sremski upravni okrug) ist ein Verwaltungsbezirk und erstreckt sich im nördlichen Teil Serbiens.
Er umfasst den östlichen, zu Serbien gehörenden Teil der Landschaft Syrmien und grenzt im Westen an die kroatische Gespanschaft Vukovar-Syrmien. Syrmien bildet mit Batschka und Banat die drei historischen Regionen der autonomen Provinz Vojvodina.
Er besteht aus folgenden Opštine:
- Šid
- Inđija
- Sremska Mitrovica
- Irig
- Ruma
- Stara Pazova
- Pećinci

## Bevölkerung
Dieser Bezirk hat laut Volkszählung 2002 eine Einwohnerzahl von 335.204. Der Hauptverwaltungssitz ist die Stadt Sremska Mitrovica.
Die nationale Zugehörigkeit setzt sich aus Serben (84,51 %), Kroaten (3,13 %), Slowaken (2,78 %), Jugoslawen (1,52 %), Ungarn (1,26 %) und anderen Volksgruppen.

## Geschichte
Der Name der Region stammt vom römischen Sirmium, heute Sremska Mitrovica in Serbien. Sirmium war eine der wichtigsten Städte des römischen Balkans, Sitz der Provinz Pannonia inferior und zeitweise auch kaiserliche Residenz unter Galerius. Nach dem Zusammenbruch des Römischen Reiches und der Einwanderung slawischer Stämme im 7. Jahrhundert kämpften Awaren, Bulgaren und Byzantiner um den Besitz dieser fruchtbaren Region. Im 10. Jahrhundert kam die Region ganz unter die Herrschaft von Byzanz, und dieses errichtete den Verwaltungsdistrikt Syrmien.
Zwischen dem 11. und 12. Jahrhundert war Syrmien zwischen Byzanz und Ungarn umkämpft. Ab dem 13. Jahrhundert bis ungefähr 1521 herrschten Ungarn in Syrmien, danach die Osmanen bis 1698.
Mit dem Vordringen der Osmanen setzte eine serbische Einwanderungswelle aus den altserbischen Ländern, die unter osmanische Herrschaft kamen. 1471 wurde unter Matthias Corvinus das serbische Despotat in Syrmien gegründet, welches bis etwa 1540 bestand.
1699 gewannen die österreichischen Habsburger die Region von den Osmanen. Das Kaiserreich Österreich sollte in Syrmien bis 1918 regieren. Die Habsburger ordneten den größeren Teil Syrmiens der Militärgrenze zu und siedelten ebenso wie im Banat und in der Batschka in mehreren Orten u. a. Donauschwaben an. Zur Zeit Österreich-Ungarns (also ab 1867 bzw. mit der Auflösung der Militärgrenze 1881) war Vukovar Sitz des Komitates Szerém (ungarisch „Szerém vármegye“).
Ab 1918 gehörte Syrmien zum Königreich Jugoslawien. 1941–1944 wurde es Kroatien der Ustascha angegliedert. 1945 wurden durch Syrmien die Grenzen zwischen den jugoslawischen Teilrepubliken Kroatien und Serbien festgelegt. Mit dem Zerfall Jugoslawiens wurden diese Grenzen zu internationalen Staatsgrenzen. Der zu Serbien gehörenden Teil Syrmiens bildet den Bezirk „Srem“, das dieser Artikel behandelt.

## Kultur
Die serbisch-orthodoxen Klöster auf dem Berg im Nationalpark Fruška Gora sind die wichtigsten Kulturschätze dieser Region. Die ältesten zwei Klöster sind das Grgeteg-Kloster (1471) und das Jazak-Kloster (1522).
Die historisch wertvollsten Wandmalereien befinden sich im Krušedol-Kloster. Das Kloster wurde im Jahre 1514 fertiggestellt und galt als Stiftung des Bischofs Maksim Branković und seiner Mutter Angelina.
Weiters ist auch das Novo-Hopovo-Kloster aus dem 16. Jh. eine wichtige Sehenswürdigkeit. Das genaue Jahr der Erbauung dieses Klosters ist unbekannt. Bekannt ist lediglich die Restaurierung im Jahre 1765.
In Sremski Karlovci (welches zwar zu Syrmien gehört, heute jedoch ein Bezirk von Novi Sad ist) wurde 1791 die erste serbische Grundschule („Serborum Primum“) gegründet.

## Wirtschaft
Die wirtschaftlichen Schwerpunkte des Bezirks sind die Papier- und Zellulosefabrik „Matroz“, der Holzkonzern und die „1. November“ Möbelfabrik.

## Größte Siedlungen
(Stand: Volkszählung 2002)
| Ortsname (serb. / lat.) | Ortsname (serb. / kyrill.) | Ortsname (dt.)     | Einwohner |
| ----------------------- | -------------------------- | ------------------ | --------- |
| Sremska Mitrovica       | Сремска Митровица          | Syrmisch-Mitrowitz | 39.041    |
| Ruma                    | Рума                       | Ruma               | 32.125    |
| Inđija                  | Инђиja                     | Indjia             | 26.244    |
| Stara Pazova            | Стара Пазова               | Alt-Pasua          | 18.628    |
| Nova Pazova             | Нова Пазова                | Neu-Pasua          | 18.220    |
| Šid                     | Шид                        | Schid              | 16.301    |
| Laćarak                 | Лаћарак                    | Latscharak         | 10.890    |
| Novi Banovci            | Нови Бановци               | Neu-Banovci        | 9.354     |
| Beška                   | Бешка                      | Beschka            | 6.232     |
| Stari Banovci           | Стари Бановци              | Alt-Banovci        | 5.442     |
| Golubinci               | Голубинци                  |                    | 5.112     |
| Vojka                   | Воjка                      |                    | 5.043     |
| Irig                    | Ириг                       | Irig               | 4.854     |